# Acanthocyclops gigas
Acanthocyclops gigas is een eenoogkreeftjessoort uit de familie van de Cyclopidae. De wetenschappelijke naam van de soort is voor het eerst geldig gepubliceerd in 1857 door Claus.